# سیارک ۲۳۱۶۲
سیارک ۲۳۱۶۲ (به انگلیسی: 23162 Alexcrook، نامگذاری:2000FX48) بیست و سه هزار و صد و شصت و دومین سیارک کشف شده‌است که در ۳۰ مارس ۲۰۰۰ کشف شد.
قدر مطلق سیارک برابر ۱۳.۵ است.